# Dioscorea matudae
Dioscorea matudae är en enhjärtbladig växtart som beskrevs av Oswaldo Téllez Valdés och Bernice Giduz Schubert. Dioscorea matudae ingår i släktet Dioscorea och familjen Dioscoreaceae. Inga underarter finns listade i Catalogue of Life.